# Alexander von Roberts

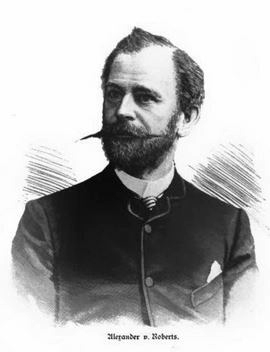
Alexander von Roberts

Alexander von Roberts (* 23. August 1845 in Luxemburg; † 8. September 1896 in Schreiberhau, Kreis Hirschberg) war ein deutscher Schriftsteller. Er benutzte die Pseudonyme Nuredin Aga und Robert Alexander.

## Leben
Die Familie war aus England eingewandert und lebte in Pommern. Der Vater war als Offizier in Luxemburg stationiert. Alexander von Robert besuchte die dortige Jesuitenschule Athénée de Luxembourg und trat dann auf Wunsch seiner Familie in die preußische Armee ein. Er nahm am Deutschen Krieg in Böhmen teil und wurde 1866 zum Offizier ernannt. Danach war er in Koblenz, Berlin und Köln stationiert. Angeregt durch Hans Christian Andersens „Bilderbuch ohne Bilder“ begann er Geschichten zu schreiben und gab sie unter dem Titel „Genrebilder“ heraus. Er nahm am Deutsch-Französischen Krieg teil. Seine Erlebnisse und Eindrücke aus dem Krieg schilderte er in einem von dem Maler Alexander Zick illustrierten Werk „Aus großer Zeit“. Seit 1873 lebte er als freier Schriftsteller, reiste nach Rom und in die Türkei und gab unter dem Pseudonym Nuredin Aga einen Band „Türkische Interna“ heraus. Er trat jedoch wieder für acht Jahre in die Armee ein und wurde Lehrer an der Kriegsschule in Erfurt. 1882 gewann er den von der Wiener Allgemeinen Zeitung ausgeschriebenen ersten Preis für eine Erzählung und lebte von 1883 an wieder als freier Schriftsteller. Er unternahm weitere Reisen und ließ sich zeitweise in Wiesbaden, später wieder in Berlin nieder. Er starb am 8. Sept. 1896 in Schreiberhau im Riesengebirge. Er wurde in Berlin auf dem Alten Sankt-Matthäus-Friedhof begraben. Das Grab ist nicht erhalten.

## Werke
- Genrebilder. Berlin 1869.
- Aus großer Zeit. Erinnerungen an 1870 und 1871 in Wort und Bild. Mit Illustrationen von A. Zick. Grote, Berlin 1872.
- Helgolander Novellen. Wiedergewonnen. Meeresleuchen. Auf dem Festland. Kühtmann, Bremen 1873.
- „Es“ und Anderes. Minden, Dresden/Leipzig 1883. (Digitalisat der 4. Aufl. 1890)
- Türkische Interna. Von Nuredin Aga. Minden, Dresden/Leipzig 1884.
- Lou. Minden, Dresden/Leipzig 1884 sowie Engelhorn, Stuttgart 1894. (Engelhorns allgemeine Romanbibliothek 10.1893/94, Band 19)
- Die Pensionärin. Erzählung. Minden, Dresden/Leipzig 1884. (2., wohlfeile Ausgabe 1886)
- Kohinor; Mal’Occhio; Die Trovatella; Die Holzhauer. 4 Novellen. Minden, Dresden/Leipzig 1885.
- Unmusikalisch und Anderes. (Unmusikalisch; Aus der Art; Scharfgeladen; Die Puppe; Freigesprochen; Der Tambourmajor; Der Ring des Saturn; Nischa; Nimba-Land; Nach Amerika.) Minden, Dresden/Leipzig 1886.
- Götzendienst. Eine Roman-Reihe. 2 Bände. Friedrich, Leipzig 1889. (1. Aufl. unter dem Titel Um den Namen. 1888; 2. Aufl. 1901)
- Satisfaction; Das zersprungene Glück; La Speranza. 3 Novellen. Engelhorn, Stuttgart 1889. (Engelhorns allgemeine Romanbibliothek 5.1888/89, Band 15.)
- Preisgekrönt. 2 Bände. Engelhorn. Stuttgart 1890. (Engelhorn’s Allgemeine Romanbibliothek 7, Bd. 1)
- Aus Mitleid. Neue Novellen und Skizzen. Verein der Bücherfreunde, Berlin 1891.
- Nachgelassene Novellen. Fontane, Berlin 1891.
- Fräulein. Humoreske.  Deutsche Verlags-Anstalt, Stuttgart 1891.
- Aus Mitleid; Die gekaufte Stimme; Des Kaisers Fünf. Neue Novellen und Skizzen. Verein der Bücherfreunde, Berlin 1891.
- Satisfaktion. Schauspiel in vier Aufzügen. Bühneneinrichtung des Lessingtheaters in Berlin. Reclam, Leipzig 1891. (Digitalisat)
- Majestät. Roman. Velhagen & Klasing, Bielefeld 1893.
- Treue. Schauspiel in vier Akten aus der Kriegszeit 1870. Freund & Jeckel, Berlin 1895. (Digitalisat)
- Revanche! Roman in 2 Bänden. Engelhorn, Stuttgart 1895. (Engelhorns allgemeine Romanbibliothek 12.1895/96, Band 9/10)
- Schlachtenbummler. Kriegserinnerungen. Fontane, Berlin 1896. (Digitalisat)
- Schwiegertöchter. Roman in 2 Bänden. Fontane, Berlin 1897. ( Auch: Engelhorns allgemeine Romanbibliothek 18.1901/02, Band 9/10)
- Ein modernes Wunder. 3 Novellen. Minden Dresden/Leipzig 1897.
- Nachgelassene Novellen. Fontane, Berlin 1897.
- Die schöne Helena. Roman in zwei Bänden. Engelhorn, Stuttgart 1898. (Engelhorns allgemeine Romanbibliothek 14.1897/98, Band 17/18)
- Um den Namen. Roman. Reclam, Leipzig 1901. (Digitalisat)
- Faschingszauber und andere Novellen. Hillger, Berlin 1909. (Kürschners Bücherschatz Nr. 686)
- Die Generalin. Hillger, Berlin/Leipzig 1914.